# 3401 Vanphilos
3401 Vanphilos è un asteroide areosecante. Scoperto nel 1981, presenta un'orbita caratterizzata da un semiasse maggiore pari a 2,3670814 UA e da un'eccentricità di 0,3600933, inclinata di 21,79651° rispetto all'eclittica.
L'asteroide è dedicato a Vanessa Hall e Philip Osborne, amici dello scopritore.